# USA ved sommer-OL 1908
USA ved sommer-OL 1908. USA blev næst bedste nation bag arrangørlandet Storbritannien under de olympiske lege 1908 i London med 23 guld-, fjorten sølv- og fjorten bronzemedaljer. 

## Medaljer
| 1908 London | Guld | Sølv | Bronze | Total |
| USA         | 23   | 12   | 12     | 47    |

## Medaljevinderne
| USA under OL 1908 London | USA under OL 1908 London                                                                   | USA under OL 1908 London | USA under OL 1908 London   | USA under OL 1908 London |
| Medaljer                 | Udøver                                                                                     | Sport                    | Øvelse                     | Resultater               |
| ------------------------ | ------------------------------------------------------------------------------------------ | ------------------------ | -------------------------- | ------------------------ |
| Guld                     | Charles Bacon                                                                              | Atletik                  | 400 meter hæk              | 55,0 (WR)                |
| Guld                     | Edward Cook                                                                                | Atletik                  | stangspring                | 3,71 m (OR)              |
| Guld                     | Charles Daniels                                                                            | Svømning                 | 100 meter fri              | 1,05,6 (WR)              |
| Guld                     | George Dole                                                                                | Brydning                 | fristil, fjærvægt          |                          |
| Guld                     | Ray Ewry                                                                                   | Atletik                  | Højde uden tilløb          | 1,575 m                  |
| Guld                     | Ray Ewry                                                                                   | Atletik                  | Længde uden tilløb         | 3,33 m                   |
| Guld                     | John Jesus Flanagan                                                                        | Atletik                  | Hammerkast                 | 51,92 m (OR)             |
| Guld                     | Alfred Gilbert                                                                             | Atletik                  | Stangspring                | 3,71 m (OR)              |
| Guld                     | Jay Gould                                                                                  | Jeu de paume             | Jeu de paume, mænd         |                          |
| Guld                     | Johnny Hayes                                                                               | Atletik                  | Maraton                    | 2.55.18,4 (OR)           |
| Guld                     | Frank Irons                                                                                | Atletik                  | Længdespring               | 7,48 m (OR)              |
| Guld                     | George Mehnert                                                                             | Brydning                 | fristil, bantamvægt        |                          |
| Guld                     | Ralph Rose                                                                                 | Atletik                  | Kuglestød                  | 14,21 m                  |
| Guld                     | Harry Porter                                                                               | Atletik                  | Højdespring                | 1.905 m (OR)             |
| Guld                     | Martin Sheridan                                                                            | Atletik                  | Diskoskast                 | 40,89 m (OR)             |
| Guld                     | Martin Sheridan                                                                            | Atletik                  | Diskoskast græsk stil      | 38,00 m                  |
| Guld                     | Mel Sheppard                                                                               | Atletik                  | 800 meter                  | 1.52,8 (WR)              |
| Guld                     | Mel Sheppard                                                                               | Atletik                  | 1500 meter                 | 4.03,4 (OR)              |
| Guld                     | Forrest Smithson                                                                           | Atletik                  | 110 meter hæk              | 15,0 (WR)                |
| Guld                     | Walter Winans                                                                              | Skydning                 | Løpende hjort dobbeltskudd | 46 point                 |
| Guld                     | William F. Hamilton Nathaniel Cartmell John Taylor Mel Sheppard                            | Atletik                  | Olympisk stafett           | 3.29,4                   |
| Guld                     | James Gorman Irving Calkins John Dietz Charles Axtell                                      | Skydning                 | Pistol 50 yards, hold      | 1914 point               |
| Guld                     | William Leushner William Martin Charles Winder Kellogg Casey Ivan Eastman Charles Benedict | Skydning                 | Armégevær, hold            | 2531 point               |
| Guld                     | Alexander Maunder James Pike Charles Palmer John Postans Frank Moore Philip Easte          | Skydning                 | Trap, hold                 | 407 point                |
| Sølv                     | John Biller                                                                                | Atletik                  | Højde uden tilløb          | 1,55 m                   |
| Sølv                     | Kellogg Casey                                                                              | Skydning                 | 1000 yards rifle           | 93 point                 |
| Sølv                     | Robert Cloughen                                                                            | Atletik                  | 200 meter                  | 22,6                     |
| Sølv                     | John Garrels                                                                               | Atletik                  | 110 meter hæk              | 15,7                     |
| Sølv                     | Merritt Giffin                                                                             | Atletik                  | Diskoskast                 | 40,70 m                  |
| Sølv                     | Matt McGrath                                                                               | Atletik                  | Hammerkast                 |                          |
| Sølv                     | Harry Hillman                                                                              | Atletik                  | 400 meter hæk              | 55,3                     |
| Sølv                     | Marquis Horr                                                                               | Atletik                  | Diskoskast græsk stil      |                          |
| Sølv                     | Daniel Kelly                                                                               | Atletik                  | Længdespring               | 7,09 m                   |
| Sølv                     | James Rector                                                                               | Atletik                  | 100 meter                  | 10,9                     |
| Sølv                     | Harry Simon                                                                                | Skydning                 | 300 m rifle, 3 stillinger  | 887 point                |
| Sølv                     | John Eisele George Bonhag Herbert Trube                                                    | Atletik                  | 3 miles holdløb            | 19                       |
| Bronze                   | Nathaniel Cartmell                                                                         | Atletik                  | 200 meter                  | 22,70                    |
| Bronze                   | John Eisele                                                                                | Atletik                  | 3200 meter forhindringsløb | 11.00,8                  |
| Bronze                   | Joseph Forshaw                                                                             | Atletik                  | Maraton                    | 2.57.10,4                |
| Bronze                   | John Garrels                                                                               | Atletik                  | Kuglestød                  | 13,18 m                  |
| Bronze                   | George Gaidzik                                                                             | Udspring                 | 3 meter vippe              |                          |
| Bronze                   | James Gorman                                                                               | Skydning                 | Pistol 50 yards            | 485 point                |
| Bronze                   | Marquis Horr                                                                               | Atletik                  | Diskoskast                 | 39,45 m                  |
| Bronze                   | Charles Jacobs                                                                             | Atletik                  | Stangspring                | 3,58 m                   |
| Bronze                   | Henry B. Richardson                                                                        | Bueskydning              | York round, mænd           | 760 point                |
| Bronze                   | Arthur Shaw                                                                                | Atletik                  | 110 meter hæk              |                          |
| Bronze                   | Martin Sheridan                                                                            | Atletik                  | Længde uden tilløb         | 3,23 m                   |
| Bronze                   | Harry Hebner Leo Goodwin Charles Daniels Leslie Rich                                       | Svømning                 | 4 x 200 m fri              | 11.02,8 min              |